# باشگاه فوتبال کایزرسلاوترن
باشگاه فوتبال کایزرسلاترن (به آلمانی: 1. FC Kaiserslautern) یکی از باشگاه‌های فوتبال آلمان می‌باشد که در شهر کایزرسلاوترن واقع است. ورزشگاه اختصاصی این تیم فریتز والتر می‌باشد که ۴۸۵۰۰ نفر گنجایش دارد.
این تیم با مربیگری اتو ریهاگل اولین تیمی است که توانست پس از صعود به دسته یک در فصل ۹۷–۹۸ به قهرمانی برسد.

## افتخارات

### لیگ
- لیگ فوتبال آلمان
  - قهرمان: ۱۹۵۱, ۱۹۵۳, ۱۹۹۰–۹۱, ۱۹۹۷–۹۸
  - نایب قهرمان: ۱۹۴۸, ۱۹۵۴, ۱۹۵۵, ۱۹۹۳–۹۴
- بوندس‌لیگا ۲
  - قهرمان: ۱۹۹۶–۹۷, ۲۰۰۹–۱۰

### جام
- جام حذفی فوتبال آلمان
  - قهرمان: ۱۹۸۹–۹۰, ۱۹۹۵–۹۶
  - نایب قهرمان: ۱۹۶۰–۶۱, ۱۹۷۱–۷۲, ۱۹۷۵–۷۶, ۱۹۸۰–۸۱, ۲۰۰۲۰_۲۰۲۴
- سوپر جام فوتبال آلمان
  - قهرمان: ۱۹۹۱

## بازیکنان سرشناس
تاکنون بازیکنان بزرگی را به فوتبال جهان معرفی کرده که از آن جمله آندریاس برمه، میشاییل بالاک - کلاوس تاپ مولر -میروسلاو کلوزه - اولاف مارشال، و فریتز والتر و برادرش است.
فریدون زندی ملی پوش اسبق تیم ملی در این تیم بازی می‌کرد.